# Журавлеподібні
Журавлеподібні (Gruiformes) — ряд великих птахів з довгими ногами, шиєю та дзьобом (журавлі, пастушки). Ряд Журавлеподібних нараховує близько 10 родин птахів, дуже різних за зовнішнім виглядом. Представники ряду поширені на болотах і в степах. Живляться рослинною та тваринною їжею. Дуже різнорідна група птахів, деякі з яких мають настільки мало спільного, що, можливо, повинні бути виділені в самостійні ряди.
В Україні трапляються степовий і сірий журавлі, дрохва, стрепет (занесені до Червоної книги України). На території України гніздяться представники трьох груп: журавлі, пастушки і дрохви. Журавлі зовні нагадують лелек, але відрізняються від них формою дзьоба, довшою шиєю, наявністю на голові яскраво забарвлених ділянок голої шкіри.

## Опис
Розміри від дрібних до великих, маса від 20 г (дрібні пастушкові) до 12-16 кг (деякі журавлі, дрохви), довжина, відповідно, від 12 до 120—176 см. Загальних морфологічних рис небагато. Дзьоб зазвичай стиснутий з боків, має наскрізні ніздрі, його форма — від конусоподібної до подовженої. Шийних хребців 15-20. Ноги довгі, рідше середньої довжини, нижня частина гомілки неоперена. Зобу немає, але стравохід сильно розтягується, мускульний шлунок має потужні стінки та міцну кутикулу, сліпі кишки завжди функціонують, хоча і бувають різної довжини, є жовчний міхур. Гортань трахеобронхіального типу. Контурні пера зазвичай несуть побічний стрижень, у більшості груп куприкова залоза оперена. Першорядних махових — 10-11, кермових — 4-10 пар.

## Спосіб життя
Населяють навколоводні біотопи та сухі відкриті простори, небагато пов'язані з лісовою рослинністю. Серед журавлеподібних немає справжніх деревних і морських птахів. Більшість видів моногамні, гніздяться на землі, не утворюють колоній. Пташенята виводкові, рідше піввиводкового типу. Живлення різноманітне, багато груп всеїдні, частина веде сутінковий і нічний спосіб життя.

## Систематика
- родина †Songziidae
- підряд Grui
  - надродина Gruoidea
    - родина †Geranoididae
    - родина †Parvigruidae
    - родина Арамові (Aramidae)
    - родина Агамієві (Psophiidae)
    - родина †Eogruidae
    - родина Журавлеві (Gruidae)
- підряд Ralli
  - родина †Aptornithidae
  - родина Sarothruridae
  - родина Лапчастоногові (Heliornithidae)
  - родина Пастушкові (Rallidae)

Раніше до журавлеподібних відносили родини:
- Дрохвові (Otididae) — виокремлюють у монотиповий ряд Otidiformes
- Rhinochetidae — до ряду Eurypygiformes
- Роутелові (Mesitornithidae) — до монотипового ряду Mesitornithiformes
- Каріамові (Cariamidae) — ряд каріамоподібні (Cariamiformes)
- Триперсткові (Turnicidae) — тепер належить до сивкоподібних (Charadriiformes)
- Тіганові (Eurypygidae) — до ряду Eurypygiformes
- † Messelornithidae — до ряду Eurypygiformes
- † Salmilidae — до каріамоподібних (Cariamiformes)
- † Bathornithidae — до каріамоподібних (Cariamiformes)
- † Idiornithidae — до каріамоподібних (Cariamiformes)
- † Фороракосові (Phorusrhacidae) — до каріамоподібних (Cariamiformes)